# Daniel Elias Brenner
Daniel Elias Brenner (* 1981 in Nördlingen) ist ein deutscher Komponist.

## Leben
Brenner studierte nach einer Ausbildung zum Industriekaufmann Klavier mit Nebenfach Komposition an der Hochschule für Musik Nürnberg bei Hanae Nakajima und Ernst Mauss, anschließend Filmmusik & Sounddesign an der Filmakademie Baden-Württemberg bei Cong Su, Matthias Raue und Jörg Reiter. Seit 2011 ist er freischaffend als Komponist für Fernsehen, Kino und Werbung, sowie als Musikproduzent in Berlin tätig.

## Werke (Auswahl)
- Ein Tusch zum Geburtstag Solo Klavier Auftragswerk für das internationale Kompositionsprojekt 250 piano pieces for Beethoven von Susanne Kessel[1]
- Magnificat für Sopran solo und gemischten Chor Auftragswerk für den Südwestdeutschen Kammerchor Tübingen
- Neo-Classical Cello and Piano 24 Stücke Für Cello und Klavier erschienen bei SONOTON Music
- Blaskapellensuite anlässlich der 1000-Jahr-Feier seines Heimatortes Mönchsdeggingen
- Fünf Stücke für Bläserseptett die Weihnachtsgeschichte in 5 Teilen. Für drei Klarinetten, eine Flöte, ein Horn, ein Tenor-Saxophon und eine Posaune
- Protest – für Klavier für Klavier solo
- Seven Short Stories für Flöte und Akkordeon und 10 pieces for Akkordeon and Guitar.

## Filmografie (Auswahl)
- 2008 Withered Flowers Blooming  Kurzfilm
- 2009 Pasticcio  Kurzfilm ARTE
- 2010 The Night Father Christmas Died  Kurzfilm
- 2011 Gute Reise Rudi  Kurzfilm ARTE
- 2012 Krise  Kurzfilm
- 2014 Phoenix 9  Kurzfilm
- 2015 Was glaubt Deutschland  Folgen 1–3 Dokumentation für die ARD/SWR (zusammen mit Jasmin Reuter)
- 2015 Mann ist nicht krank  Dokumentation für die ARD/SWR (zusammen mit Jasmin Reuter)
- 2016 Die besonderen Fähigkeiten des Herrn Mahler  Spielfilm SWR, ARTE, BR, MDR eingespielt durch das Filmorchester Babelsberg
- 2016 Gipfelstürmer, alpine Helden aus dem Südwesten SWR, Dokumentation (zusammen mit Jasmin Reuter)
- 2016/2017 Was glaubt Deutschland Dokumentation Folge 4 und 5 für die ARD/SWR (zusammen mit Jasmin Reuter)
- 2017 Im Netz der Lügen Die Story im Ersten, Dokumentation für die ARD (zusammen mit Jasmin Reuter)
- 2017 Die Deltas Teil 5 (Amazonas) der 5-teiligen Doku-Folge über die Deltas, Dokumentation für ARTE
- 2018 Was glaubt Deutschland Dokumentation Folge 6 und 7 für die ARD/SWR (zusammen mit Jasmin Reuter)
- 2018 La Ville Monde Kinofilm
- 2019 Was glaubt Deutschland Dokumentation Folge 8 und 9 für die ARD/SWR (zusammen mit Jasmin Reuter)
- 2021 Rohingya Kinofilm, Regie: Ai Weiwei (Filmmusik-Assistent von Cong Su)
- 2022 Giving Birth to Switzerland 4-teilige Doku für den SRF
- 2024 Inselwelt der Philippinen 3-teilige Doku für ARTE/ZDF

## Diskografie
Alben
- 2014 Neo-Classical Cello and Piano, Sonoton Music
- 2018 Emotional Piano Works, Sonoton Music
- 2019 The Beauty of the Moment, Warner Chappell Music / Elbroar
- 2021 A Secret Universe, Intervox / Black is Blonde
- 2021 Scenic World, Sonoton Music
- 2021 Family Time, UBM
- 2021 Deep Sea Exploration, BMG

Singles
- 2017 Want me to, Daniel Elias Brenner feat. Stacia (Single)
- 2020 Ein Tusch zum Geburtstag, eingespielt von Susanne Kessel (Single)
- 2021 Our Christmas, Threestyle feat. Damon Dae
- 2022 Say Your Name, Carla Lina
- 2022 Va Pensiero, Fantastica
- 2023 Satie, Fantastica
- 2023 Better to be Yourself, Carla Lina

## Ehrungen und Auszeichnungen
- 2022 Global Music Award in Silber, als Songwriter für die Single Our Christmas der Band Threestyle[2]
- 2022 LIT Talent Award in Gold, als Songwriter für die Single Our Christmas der Band Threestyle[3]
- 2018 Best Original Score, Blue Whiskey Independent Film Festival, Chicago, USA[4]
- 2010 Nominierung Student Academy Awards für The Night Father Christmas Died[5]
- 2012 First Steps Award für den Werbefilm Sky Nordpol[6]
- Spotlight Werbefilmfestival (2× Bronze)
- ADC – Art Directors Club (Silberner Nagel)
- Nominierung für den Deutschen Wirtschaftsfilmpreis
- Nominierung für den Max Ophüls Filmpreis
- Nominierung für den Franz-Grothe-Filmmusikpreis
- Nominierung, Best Music, Hamilton Film Festival
- Nominierung für den, Best Score, Toxic Filmfestival